# شتوکی
شتوکی (به لاتین: Štoky) یک منطقهٔ مسکونی در جمهوری چک است که در ناحیه هاولیتشکوف برود واقع شده‌است. شتوکی ۳۹٫۶۷ کیلومتر مربع مساحت و ۱٬۶۱۷ نفر جمعیت دارد و ۵۱۸ متر بالاتر از سطح دریا واقع شده‌است.